# 天氣姐姐 (2013年電視劇)
《天氣姐姐》是朝日電視台於2013年4月12日開始播出至6月7日的週五晚間連續劇，主演為武井咲。本劇為原創劇本，與同名漫畫無關。

## 故事大綱
故事講述在晨間新聞節目中以懸疑氣氛報導天氣的安倍晴子（武井咲飾），因氣象預報準確率高而成為人氣天才氣象預報專家，另一方面她卻是個不愛笑的孤高之女，被網友稱為「炸彈低氣壓女」。她將以豐富的天氣知識，以和警察不同的視點，解決連串懸疑案件。

## 演員陣容

### 主要人物
| 演員                      | 角色     | 介紹 | 香港配音 |
| 武井咲 山田萌萌香（童年） | 安倍晴子 | 有傳言是陰陽師的後代，是天才氣象預報士 父親在幼年時因氣候因素去世，從此努力學習氣象知識 11歲時即取得氣象預報士資格，是史上最年輕，當時在媒體造成話題 不只是氣象知識，天文、地質、海洋等知識也相當精通 對時尚、男性、食物都沒有興趣，典型的氣象宅女 原本在地方電視台編寫及播報天氣預報，後來失去工作，被總局的晨間新聞節目「Morning Z」選用為天氣姐姐播報天氣 跟男性一樣不修邊幅，不過細看其實是個美人 天氣預報的準確率極高，但對於電視台要求的天氣姐姐形象不感興趣，態度冷淡，經常無視主持人，與其他女主播及工作人員不和 這樣冷淡的形象卻在網路造成話題，有了「炸彈低氣壓女」這樣的天氣暱稱是來自她的狂熱追隨者 | 張頌欣   |
| 大倉忠義                  | 青木豪太 | 因為嚮往安定考取公務員 熱血耿直型警察 優點是記憶力很好，但對精神打擊承受力較弱 跟晴子一起解決案件 | 曹啟謙   |
| 佐佐木藏之介              | 三雲三平 | 法醫 有20年以上的鑑識經驗，受到警察的信賴 因為工作關係很少與活人接觸於是形成「活著的女人會背叛，死了的人不會說話」的奇怪想法 是天氣姐姐的忠實追隨者，最近喜歡上的是不討好別人我行我素的安倍晴子，會暗中幫助晴子和豪太的搜查。 | 李錦綸   |
| 佐佐木希                  | 橋本茜   | 「Morning Z」的當家主播，對自己的美貌和才智都很有信心 面對新出現的晴子，她本來並不怎留意，但隨著觀眾及網絡對她的反應熱烈，開始感到自己的地位受威脅，對於打亂團隊合作的晴子感到很火大 | 劉惠雲   |

### Morning Z 工作人員
| 演員       | 角色       | 介紹                                                                          | 香港配音 |
| 近江谷太朗 | 加原陽一郎 | 「Morning Z」主播                                                             | 蕭徽勇   |
| 内藤理沙   | 古谷黄子   | 新人主播                                                                      | 黃昕瑜   |
| 野村麻純   | 土屋翠     | 二號主播                                                                      | 魏惠娥   |
| 笛木優子   | 原口蘭     | 節目監製 最初反對晴子加入，但因為網絡熱話即時決定採用，擁有「以和為貴」的性格 | 梁少霞   |
| 野間口徹   | 染谷誠二   | 天氣預報負責人                                                                | 劉昭文   |
| 鈴木伸之   | 中島       |                                                                               |          |
| 西田奈津美 | 黒沢すみれ |                                                                               |          |
| 河野直樹   | 岩本       |                                                                               |          |
| 梅舟惟永   | 澄乃       | 主播化妝師                                                                    | 吳羨婷   |
| 山中聰     | 風間聖一   |                                                                               |          |

### 警視廳 搜查一課
| 演員     | 角色     | 介紹                             | 香港配音 |
| 高知東生 | 龜岡巧   | 警視廳捜査一課的警察，豪太的前輩 | 葉振聲   |
| 丸山智己 | 遠藤壯一 | 警視廳捜査一課的警察，豪太的前輩 | 陳廷軒   |
| 川島潤哉 | 八木圭司 | 警視廳捜査一課的警察             | 張錦江   |

### 其他
| 演員 | 角色 | 介紹                                                                            | 香港配音 |
| 壇蜜 | 蜜代 | 是安倍晴子所住地方樓下酒吧「蜜之味」的老闆娘 三平和豪太會利用她的店進行作戰會議 | 朱妙蘭   |

### 各集人物及客串演員

#### 第1集
- 小杉珠美：吉澤梨繪
- 秋山眞人：升毅（香港配音：招世亮）
- 木下夏菜：谷一步（香港配音：陳琴雲）
- 自警團成員：溫水洋一（香港配音：黃子敬）

#### 第2集
- 小竹菜菜：黑川芽以（香港配音：沈小蘭）
- 小竹勇太郎：堀內正美（香港配音：張炳強）
- 冰川秋雄： 二階堂智（香港配音：林保全）

#### 第3集
- 小渕早苗：市川由衣（香港配音：陳皓宜）
- 野田曉美：平岩紙（香港配音：黃淑芬）
- 竹内隼人：山本浩司（香港配音：關令翹）

#### 第4集
- 佐藤寛治：加部亞門（香港配音：羅杏芝）
- 間瀬良一：佐藤祐基
- 佐藤的母親：吉田羊（香港配音：梁少霞）

#### 第5集
- 駒田吉雄：鈴木正幸（香港配音：林保全）
- 榎本正行：（香港配音：陳永信）
- 榎本有紗：川嶋紗南（本角沒有對白）
- Richard Jackson(李察·積遜)：クリストファー・バティン（香港配音：潘文柏）
- 警察：山本裕典（香港配音：鄧志堅）

#### 第6集
- 来島百合：奧貫薰（香港配音：伍秀霞）
- 星野裕也：内田讓（本角沒有對白）
- 水原梢：渡辺みなみ（本角沒有對白）
- 杉山英司（本人）（香港配音：周良鴻）

#### 第7集
- 園部弘之：山田明鄉（香港配音：盧國權）
- 園部文子：朝加真由美（香港配音：曾佩儀）
- 倉田涼子：安藤聖（香港配音：林芷筠）
- マキ：布施繪里（香港配音：蔡惠萍）

#### 第8-9集
- 天川聰：北村有起哉（香港配音：招世亮）
- 岩下陽子：岡野真也（香港配音：陸惠玲）

## 製作團隊
- 編劇：大石靜
- 導演：片山修、植田尚、田村直己
- 製作人：中川慎子（テレビ朝日）、山本喜彦（MMJ）
- 制作協力：MMJ
- 製作著作：朝日電視台

## 劇集列表
| 集數                                                        | 首播日期      | 劇集名                               | 導演     | 收視率 |
| ----------------------------------------------------------- | ------------- | ------------------------------------ | -------- | ------ |
| 第1集                                                       | 2013年4月12日 | その“気象トリック”私なら解けます     | 片山修   | 11.9%  |
| 第2集                                                       | 2013年4月19日 | 魔のブロッケン現象男は2度殺される!?  | 片山修   | 10.1%  |
| 第3集                                                       | 2013年4月26日 | 念力で人を燃やす女のトリック         | 田村直己 | 9.5%   |
| 第4集                                                       | 2013年5月3日  | ダストデビル現象!!空から降ってきた男 | 田村直己 | 9.3%   |
| 第5集                                                       | 2013年5月10日 | 真夏に凍死する男                     | 植田尚   | 10.2%  |
| 第6集                                                       | 2013年5月17日 | 満月を操る女                         | 片山修   | 9.5%   |
| 第7集                                                       | 2013年5月24日 | トイレで感電!!消えた女子アナ         | 田村直己 | 9.6%   |
| 第8集                                                       | 2013年5月31日 | 最終章!!ミイラになった女子大生       | 植田尚   | 9.3%   |
| 第9集                                                       | 2013年6月7日  | vs天才科学者!!有罪率100%の最終予報   | 片山修   | 9.2%   |
| 平均收視率 9.8%（收視率來自關東地區・ビデオリサーチ的調查） |               |                                      |          |        |

## 外部連結
- お天気お姉さん - 朝日電視台 （日語）

## 電視節目的變遷
| 朝日電視台 週五晚間連續劇星期五23:15至24:15 | 朝日電視台 週五晚間連續劇星期五23:15至24:15 | 朝日電視台 週五晚間連續劇星期五23:15至24:15 |
| ------------------------------------------- | ------------------------------------------- | ------------------------------------------- |
|                                             | 天氣姐姐 （2013.04.12 - 2013.06.07）        |                                             |
| 信長的主廚 （2013.1.11 - 2013.3.8）         | 警部補 矢部謙三2 （2013.7.5 - 2013.8.30）   |                                             |

| 香港 無綫網絡電視煲劇1台 星期日 14:00-16:00及20:45-22:30 | 香港 無綫網絡電視煲劇1台 星期日 14:00-16:00及20:45-22:30 | 香港 無綫網絡電視煲劇1台 星期日 14:00-16:00及20:45-22:30 |
| -------------------------------------------------------- | -------------------------------------------------------- | -------------------------------------------------------- |
|                                                          | （2014.07.20 - 2014.08.17）                              |                                                          |
| （2014.06.08 - 2014.07.13）                              | IMAT 非常救援隊 （2014.08.24）                           |                                                          |